# Trouble in the Neighborhood
Albums par Rapper Big Pooh
Fat Boy Fresh Vol. 3.5
(2013) Words Paint Pictures
(2015)
Albums par Roc C
Stoned Genius
(2011)
Trouble in the Neighborhoods est un album collaboratif de Rapper Big Pooh et Roc C, sorti le 29 avril 2014.

## Liste des titres
| No  | Titre                                                                   | Durée |
| --- | ----------------------------------------------------------------------- | ----- |
| 1.  | Set It Off (Produit par S-1)                                            | 3:12  |
| 2.  | It's On (featuring Jozeemo et Marliek – Produit par Dae One)            | 3:59  |
| 3.  | The Crew (Produit par Praise)                                           | 2:54  |
| 4.  | Every Emcee (featuring Hawdwerk et Medaphoar – Produit par Dae One)     | 5:03  |
| 5.  | Get That Mutha (featuring Alchemist et Big Twinz – Produit par Dae One) | 3:58  |
| 6.  | Handle It (featuring Chaundon et Erika Thompson – Produit par S-1)      | 4:08  |
| 7.  | Want Sum Mo' (featuring Ina Williams et T3 – Produit par Dae One)       | 3:48  |
| 8.  | Code 10 (featuring Joe Scudda et O-Dash – Produit par Marcotix)         | 3:10  |
| 9.  | Crazy Psycho (Produit par King Karnov)                                  | 2:13  |
| 10. | Suicide Kings (featuring Focus)                                         | 4:17  |
| 11. | Young America (Produit par Bravo et Evidence)                           | 3:49  |